# Добре дошли в Чечня
„Добре дошли в Чечня“ (на английски: Welcome to Chechnya) е американски документален филм от 2020 г. от репортера и документалист Дейвид Франс. Филмът представя анти-гей чистките в Чечения в края на след 2017 г., заснемайки ЛГБТ чеченски бежанци с помощта на скрити камери, докато се измъкват от Русия чрез мрежа от защитени квартири, подпомагани от активисти.
Световната му премиера е на филмовия фестивал в Сънданс на 26 януари 2020 г. и излезе в САЩ на 30 юни 2020 г. от HBO Films.
Филмът проследява дейността на активисти, спасяващи оцелелите от изтезанията в Чечения. За да се избегне разкриване на дейността им, заснемането става тайно, с помощта на скрити камери. Ппоказват се и видео доказателства за изтезанията, претърпени от гей мъже и жени в Чечения. През 2017 г. президентът на Чечения Рамзан Кадиров стартира операция по „прочистване“ на кръвта на чеченците от ЛГБТ хора, която се състои в преследване, мъчения и убийства на хора с различна сексуална ориентация.
По-нататъшното усложняване на създаването на филма е необходимостта от защита на самоличността на интервюираните. Използвани са усъвършенствани техники за подмяна на лицата – изкуствен интелект и нова технология за визуални ефекти, така че зрителите да виждат реални лица с истински емоции, но същевременно е защитена самоличността на интервюираните. Този подход е нов инструмент за създателите на документални филми. Един от бежанците, Максим Лапунов, е публично идентифициран във филма, тъй като той търси и не успява да получи правна защита от руските власти. Във филма се споменава и за мистериозното изчезване на гей чеченския певец Зелим Бакаев след посещение в Грозни за сватбата на сестра му през август 2017 г.